# 柱濮镇
柱濮镇，是中华人民共和国山西省吕梁市孝义市下辖的一个乡镇级行政单位。

## 行政区划
柱濮镇下辖以下地区：
上令狐村、任家庄村、上智峪村、下智峪村、王家庄村、下柱濮村、于家庄村、贺南沟村、黑坡沟村、旺家原村、如来村、上柱濮村、孟家庄村、小青河村、大青河村、大窳村、西沟村、鱼湾村、梁上庄村、门楼窳村、庄里村、三河口村、胡家窳村、大王堡村、牛郎岭村、刘庄村、贺家庄村、子善村和后河村。